# Scopula indigenata
Scopula indigenata là một loài bướm đêm trong họ Geometridae.